# The Pack (группа)
The Pack — хип-хоп группа из Беркли, Калифорния. основанная в 2004 году. В состав группы входили Lil B (Брэндон Маккартни), Young L (Ллойд Омадэбо), Stunnaman (Кейт Дженкинс) и Lil Uno (Дамонте Джонсон). Все участники группы записывались более года вместе в домашней студии Young L, где они записали свои первые два микстейпа Wolfpack Muzik Vol. 1 и Wolfpack Muzik Vol. 2. The Pack увеличили своё количество фанатов и в конечном итоге подписали контракт с крупным лейблом рэпера из Окленда Too $hort Up All Nite Records, дистрибьютором которого является Jive Records. Участники The Pack часто отсылаются на скейтбординг в песнях, которые также имеют откровенно сексуальное содержание. Группа наиболее известна по синглу «Vans», который вошёл в их мини-альбом Skateboards 2 Scrapers (2006) и дебютный альбом Based Boys (2007). Группа сотрудничала с такими исполнителями, как Soulja Boy, Wiz Khalifa, Dev и The Cataracs.

## Участники
- Lil B (Брэндон Кристоферr Маккартни) — рэпер, продюсер
- Young L (Ллойд Томобор Энибу Омадэбо) — рэпер, продюсер
- Stunnaman (Дженкинс) — рэпер
- Lil Uno (Дамонте Джонсон) — рэпер

## Музыкальная деятельность

### Мини-альбом Skateboards 2 Scrapers и Based Boys (2006—2008)
The Pack в 2006 году выпустили песню «Vans», которая стала «гимном» для кроссовок того времени. Они опубликовали её на своей странице в MySpace. Песню услышал рэпер-ветеран оклендской хип-хоп сцены Too $hort, который затем подписал участников группы на свой лейбл Up A ll Nite Records через Jive Records. Сингл стал хитом, заняв 23 место в топ-30 хип-хоп чартах, проигрывавшись на 65 хип-хоп радиостанциях и на 35 поп радиостанциях по всему США. «Vans» также занял 5 место в рейтинге «Лучших песни 2006 года» журнала Rolling Stone. Песня известна своим повторяющимся припевом: «Got my Vans on, but they look like sneakers; (You) wearing coke whites but my Vans look cleaner.» Клип на песню «Vans» транслировался на BET, но MTV и MTV Jams отказались транслировать видео, поскольку они считали, что в нём содержится реклама потребительского продукта. Однако MTV показал отредактированную версию клипа, в котором фигурировавшее слово «Vans» было подвергнуто цензуре на протяжении всей песни. В 2006 году The Pack выпустили 7-ми трековый мини-альбом под названием Skateboards 2 Scrapers, в который были включены синглы «Vans» и «I’m Shinin». В 2007 году The Pack выпустили свой дебютный альбом Based Boys, в который также помимо раннее указанных треков вошёл сингл «In My Car». В начале 2008 года было объявлено, что участники The Pack были исключены из лейбла Jive Records/Zomba Label Group из-за невысоких продаж их альбома. The Pack подписали контракт с лейблом Indie Pop, который базируется в Лос-Анджелесе. На лейбл также были подписаны The Cataracs, Dev и Bobby Brackins. В ноябре 2010 года участники группы Lil B и Young L были представлены на обложке 71-го выпуска журнала The FADER.

### Wolfpack Party (2009—2010)
The Pack снова стали записываться на протяжении 2009 года. Они выпустили микстейп The Pack Is Back в декабре 2009 года. Это был первый материал группы, выпущенный за год. Их второй студийный альбом Wolfpack Party был выпущен 24 августа 2010 года. В него вошёл сингл группы «Wolfpack Party», который был спродюсирован The Cataracs.

## Дискография

### Студийные альбомы
| Based Boys                                                                        | - Выпущен: October 30, 2007 - Лейбл: Up All Nite/Jive/Zomba/SME - Форматы: CD, digital download | 14 | 57 | 46 |
| Wolfpack Party                                                                    | - Выпущен: August 24, 2010 - Лейбл: Indie Pop, SMC - Форматы: CD, digital download              | 13 | 65 | —  |
| «—» обозначает, что альбом не попал в чарт или не был выпущен на этой территории. |                                                                                                 |    |    |    |

### Микстейпы
- 2005: Wolfpack Muzik Vol. 1
- 2006: Wolfpack Muzik Vol. 2
- 2008: Wolfpack Musik Vol. 3: Screamin' Demons
- 2009: The Pack is Back

### Мини-альбомы
- 2006: Skateboards 2 Scrapers
- 2010: Sex on the Beach

### Синглы
- 2006: «Vans» (Skateboards 2 Scrapers and Based Boys)" #58 место в чарте US"
- 2006: «I’m Shinin'» (Skateboards 2 Scrapers and Based Boys)
- 2007: «In My Car» (Based Boys)
- 2010: «Wolfpack Party 2010» (Wolfpack Party)
- 2010: «Sex on the Beach» (Wolfpack Party)
- 2010: «Dance Fl00r» (Wolfpack Party)
- 2018: «Clips Go» («Clips Go»)